# Okres Cantemir
Cantemir je okres v jižním Moldavsku. Žije zde okolo 60 tisíc obyvatel a jeho sídlem je město Cantemir. Na západě sousedí s Rumunskem, na severu s okresem Leova, na východě s autonomním regionem Gagauzsko a na jihu s okresem Cahul. Jelikož okres sousedí s Gagauzskem žije zde spousta Bulharů